# 克倫傑尼鄉
44°02′N 24°47′E / 44.033°N 24.783°E
克倫傑尼鄉（羅馬尼亞語：Comuna Crângeni, Teleorman），是羅馬尼亞的鄉份，位於該國南部，由特列奧爾曼縣負責管轄，面積69平方公里，海拔高度79米，2007年人口3,310，人口密度每平方公里48人。